# The Untouchables
The Untouchables — американський хардкор-панк гурт з Вашингтону. Гурт існував з жовтня 1979 року до січня 1981 року і записав чотири демо-треки.
Виступи The Untouchables були хаотичними, і Алека Маккея довелося виносити з кількох концертів після гіпервентиляції та втрати свідомості.

## Історія
The Untouchables записали свої перші демо-записи з чотирьох треків в маленькій підвальній студії під назвою Hit & Run навесні 1980 року, і касети розійшлися по всьому місту.
Річ Мур пішов до коледжу наприкінці літа, і з його відходом гурт втратив барабанщика та місце для репетицій. Під час зустрічі в закладі швидкого харчування Roy Rogers, який на той час був центральним місцем панк-тусовки, хлопці вирішили, що це кінець, але… до гурту приєднався Денні Інграм (Danny Ingram), незважаючи на те, що він ніколи не грав на барабанах.
Незважаючи на те, що The Untouchables вдалося зіграти кілька концертів у Вашингтоні, їхня єдина поява за межами Вашингтону була разом з гуртом The Teen Idles у місті Норфолк. Їх останній виступ як гурту відбувся на спільному концерті Minor Threat / State of Alert / Black Market Baby у клубі «9:30» на початку 1981 року. Вони вискочили на сцену та взяли музичні інструменти, щоб зіграти свою версію пісні гурту Sham 69 «If the Kids are United».
Демо-записи The Untouchables з чотирьох треків через багато років з'явилися на збірках Dischord Records, Flex Your Head та 20 Years of Dischord. Найвідомішою їхньою піснею була «Nic Fit», кавер-версія якої була виконана Sonic Youth у їх альбомі Dirty, 1992 року. Пісня також була представлена в документальному музичному фільмі American Hardcore, 2006 року.
The Untouchables породили широкий спектр музичних талантів Вашингтона.
Алек Маккей, молодший брат учасника Minor Threat / Fugazi та засновника Dischord Records Яна Маккея,
продовжив співати з The Faith, Ignition та The Warmers.
Гітарист Едвард Дженні грав з The Faith, Rites of Spring, One Last Wish, Skewbald/Grand Union і Happy Go Licky.
Басист Берт Кейроз (Bert Queiroz) пізніше грав у Youth Brigade, Double-O, Second Wind, Meatmen, Rain і Manifesto.
Барабанщик Річард Мур (Richard Moore) також грав у групах Meatmen, Double-O та Second Wind. Річард Мур і Берт Кейрос заснували власний незалежний лейбл R&B Records.

## Склад гурту
- Алек МакКей — вокал
- Едвард Дженні — гітара
- Берт Кейроз — бас
- Річ Мур — барабанни

## Дискографія
(чотири демо-треки гурту були випущені на збірках)
- Flex Your Head — «Rat Patrol», «Nic Fit», «I Hate You»
- 20 Years of Dischord — «(I'm Not Your) Steppin' Stone», «Nic Fit»
- American Hardcore: The History of American Punk Rock 1980—1986 — «Nic Fit»